# 1 Less G N Da Hood
1 Less G N Da Hood – drugi album amerykańskiego rapera Blaze Ya Dead Homie, wydany 16 października 2001 roku. Na płycie gościnnie udzielili się Anybody Killa, Twiztid i Insane Clown Posse.
W 2006 roku została wydana reedycja płyty pod nazwą "1 Less G in the Hood: Deluxe G Edition", na której oprócz kawałków z "1 Less G N Da Hood" znalazły się tracki z EP Blaze Ya Dead Homie EP oraz trzy zupełnie nowe nagrania: "Look Out", "Mamma, I Ain't Changed" i "Garbage". Reedycja albumu dotarł na 25. miejsce "Najbardziej Niezależnych Albumów" Billboardu.

## Lista utworów
| #  | 1 Less G N Da Hood                                                                           | Czas  |
| -- | -------------------------------------------------------------------------------------------- | ----- |
| 1  | "The Eulogy"                                                                                 | 1:26  |
| 2  | "Grave Ain't No Place" (gość. Anybody Killa i Monoxide Child)                                | 4:41  |
| 3  | "Casket"                                                                                     | 2:46  |
| 4  | "Juggalo Anthem" (gość. Jamie Madrox)                                                        | 3:30  |
| 5  | "Nasty"                                                                                      | 3:08  |
| 6  | "Str8 Outta Detroit" (gość. Anybody Killa i Violent J)                                       | 4:07  |
| 7  | "Maggot Face"                                                                                | 3:25  |
| 8  | "Here I am" (gość. Twiztid)                                                                  | 3:14  |
| 9  | "Hood Ratz" (gość. Anybody Killa)                                                            | 3:38  |
| 10 | "Hatchet Luv"                                                                                | 2:20  |
| 11 | "Saturday Afternoon" (gość. Jamie Madrox)                                                    | 4:14  |
| 12 | "Given Half A Chance" (gość. Twiztid i Insane Clown Posse)                                   | 3:54  |
| 13 | "U Can’t Hurt Me"                                                                            | 3:46  |
| 14 | "Thug 4 Life" (gość. Anybody Killa i Jamie Madrox)                                           | 3:38  |
| 15 | "Hatchet Execution" (gość. Anybody Killa, Insane Clown Posse, Twiztid oraz Syn z Zug Izland) | 22:17 |

| #  | 1 Less G in the Hood: Deluxe G Edition                        | Czas |
| -- | ------------------------------------------------------------- | ---- |
| 1  | "Intro 2 the Hood"                                            | 1:40 |
| 2  | "Real G Shit"                                                 | 0:57 |
| 3  | "In Case U Forgot"                                            | 2:26 |
| 4  | "I Go to Work"                                                | 4:01 |
| 5  | "Put It Down"                                                 | 3:48 |
| 6  | "Grave Ain't No Place" (gość. Anybody Killa i Monoxide Child) | 3:58 |
| 7  | "Casket"                                                      | 2:48 |
| 8  | "Juggalo Anthem" (gość. Jamie Madrox)                         | 3:26 |
| 9  | "Nasty"                                                       | 3:11 |
| 10 | "Maggot Face"                                                 | 3:56 |
| 11 | "Hood Ratz" (gość. Anybody Killa)                             | 3:18 |
| 12 | "Hatchet Luv"                                                 | 1:21 |
| 13 | "Saturday Afternoon" (gość. Jamie Madrox)                     | 4:14 |
| 14 | "Given Half A Chance" (gość. Twiztid i Insane Clown Posse)    | 3:55 |
| 15 | "U Can’t Hurt Me"                                             | 3:47 |
| 16 | "Thug 4 Life" (gość. Anybody Killa i Jamie Madrox)            | 3:49 |
| 17 | "Look Out" (gość. Tha Shadow)                                 | 3:49 |
| 18 | "Mamma I Ain't Changed"                                       | 2:26 |
| 19 | "Garbage"                                                     | 3:55 |